# Bontemorgen
Bontemorgen é uma vila pertencente ao município de Buren, na província de Guéldria, nos Países Baixos, e está situada a 7 km ao sul de Veenendaal.